# Wettersteingebirge
Das Wettersteingebirge, kurz auch Wetterstein genannt, ist eine Gebirgsgruppe der Nördlichen Kalkalpen im südlichen Deutschland und westlichen Österreich. Anteil haben der Freistaat Bayern und das Land Tirol. Das Gebirge erreicht seinen höchsten Punkt in der Zugspitze, mit einer Höhe von 2962 m ü. NHN der höchste Berg Deutschlands. Das stark verkarstete Gebirge besteht vorwiegend aus Kalken der Trias, vor allem aus Wettersteinkalk. Durch Alpenvereinshütten, ein großes Wegenetz und mehrere Wintersportgebiete ist das Wettersteingebirge für den Tourismus erschlossen. 

## Lage und Beschreibung

### Lage

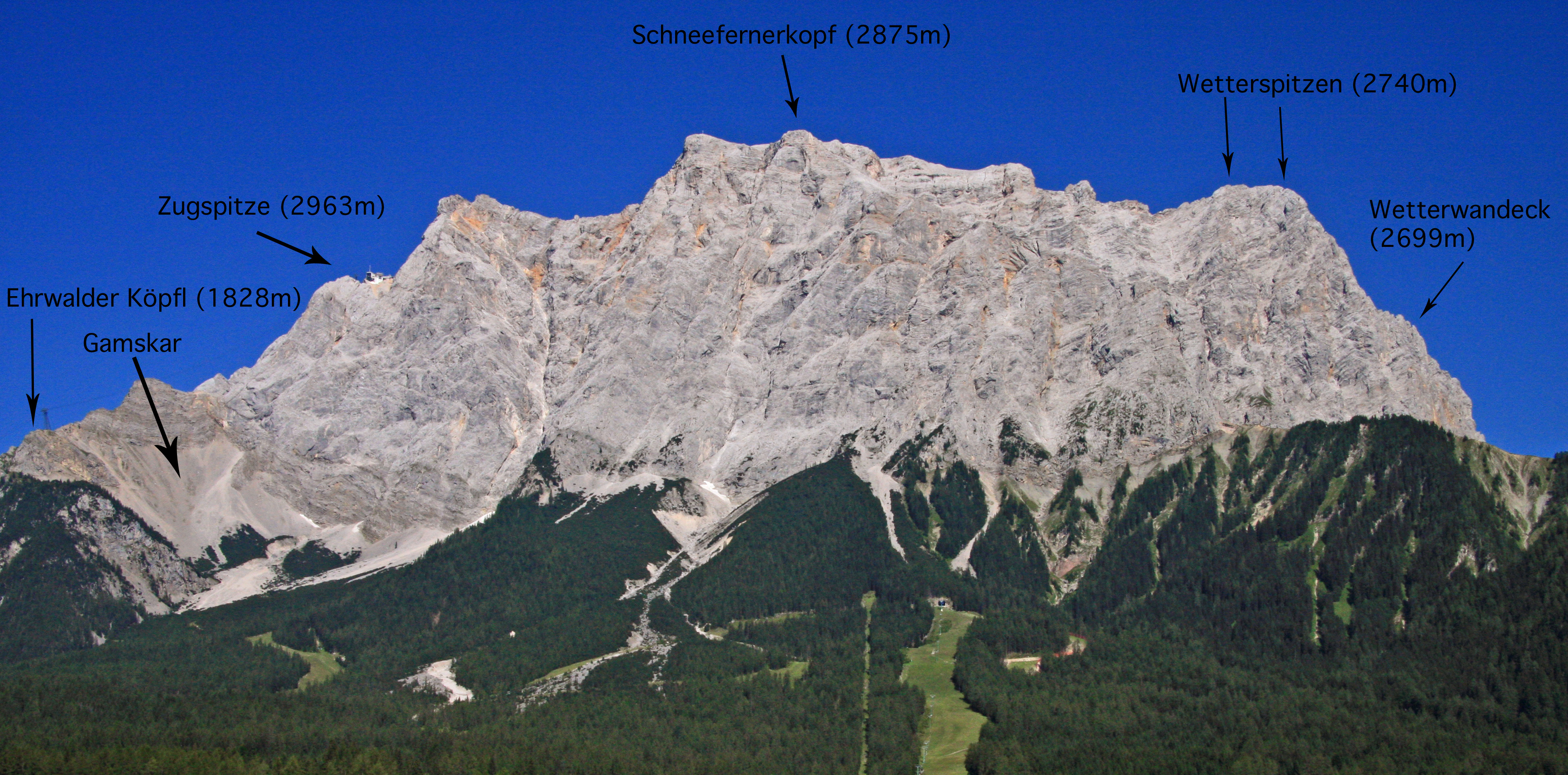
Zugspitzgruppe von Westen mit Gipfeln der Plattumrahmung

Im Westen und Norden bildet die Loisach die Grenze vom Ehrwalder Becken bis Garmisch-Partenkirchen. Im Nordosten verläuft die Grenze von Garmisch-Partenkirchen bis Mittenwald entlang des Kankerbachs, des Kranzbachs und der Isar. Im Osten bildet die Isar die Grenze von Mittenwald bis Scharnitz. Südlich von Scharnitz setzt sich die Grenze entlang des Drahnbachs fort bis auf Höhe Seestadeln. Im Süden verläuft die Grenze von Ehrwald entlang des Gaisbachs und über die Ehrwalder Alm bis ins Gaistal (Leutascher Ache) und weiter über Leutasch-Oberweidach und nördlich des Simmelbergs vorbei zum Drahnbach.
Der Sattel zwischen dem Kankerbach und dem Kranzbach (Wasserscheide Loisach – Isar) verbindet das Wetterstein mit den Bayerischen Voralpen. Der Sattel bei der Ehrwalder Alm stellt die Verbindung zwischen Wetterstein und Mieminger Kette her.

### Benachbarte Gebirgsgruppen

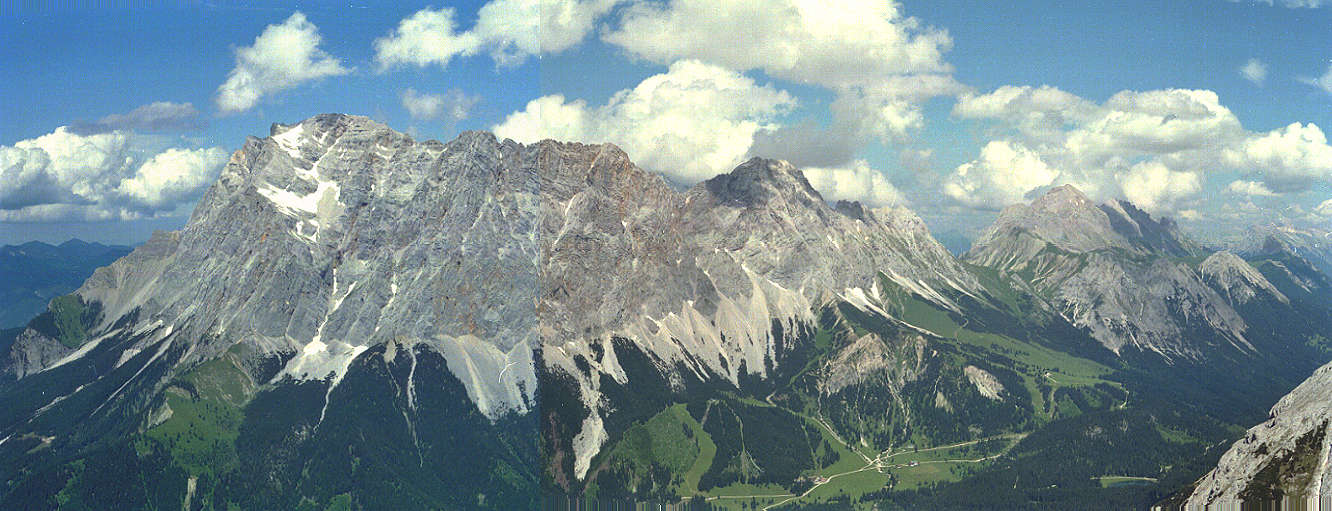
Das westliche Wettersteingebirge von der Ehrwalder Sonnenspitze in der Mieminger Kette

Das Wettersteingebirge grenzt an die folgenden anderen Gebirgsgruppen der Alpen:
- Ammergauer Alpen (im Westen und Norden)
- Bayerische Voralpen (im Nordosten)
- Karwendel (im Osten)
- Mieminger Kette (im Süden)

Gemäß AVE, der Alpenvereinseinteilung der Ostalpen, sind Wettersteingebirge und Mieminger Kette eine zusammenhängende Gebirgsgruppe. Danach bildet der Inn die Südgrenze und es schließen sich die Ötztaler und Stubaier Alpen an.

### Untergruppen

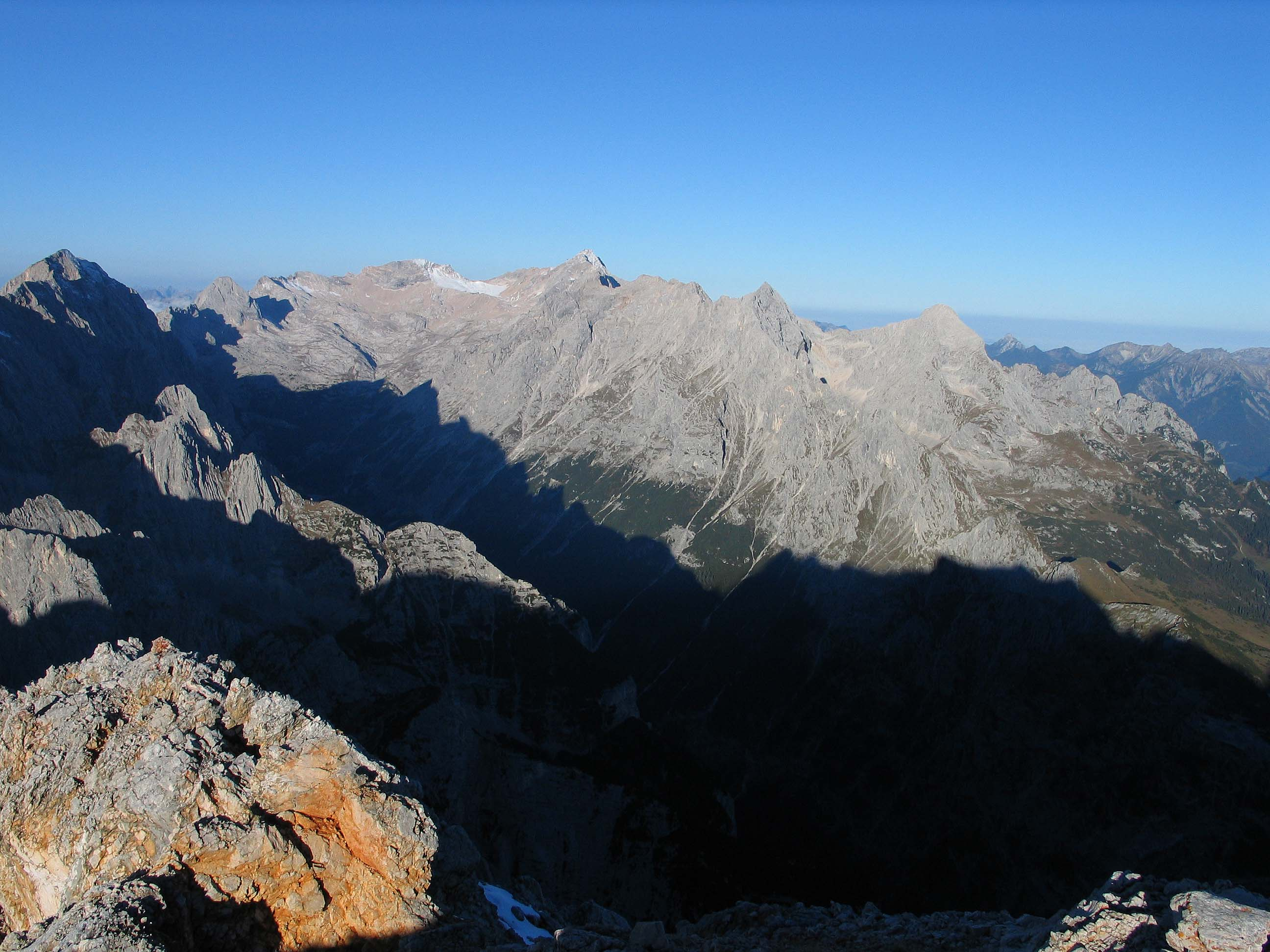
Zugspitzplatt und Zugspitze, Jubiläumsgrat, Hochblassen und Alpspitze von der Partenkirchener Dreitorspitze

Der Alpenvereinsführer teilt das Wettersteingebirge in die folgenden Untergruppen ein:
- Zugspitze und Plattumrahmung (die Gipfel rund um das Zugspitzplatt)
- Riffelwandkamm (der nördlichste der von der Zugspitze ausgehenden Seitenkämme)
- Waxensteinkamm (die Fortsetzung des Riffelwandkamms)
- Blassenkamm (der mittlere der Kämme des Wettersteins, von der Zugspitze zur Alpspitze und darüber hinaus)
- Wettersteinkamm (der südlichste und längste der drei Kämme des Wettersteins, vom Gatterl im Westen bis Mittenwald im Osten)
- Arnspitzgruppe (ein einzelstehender Gebirgsstock bei Scharnitz)

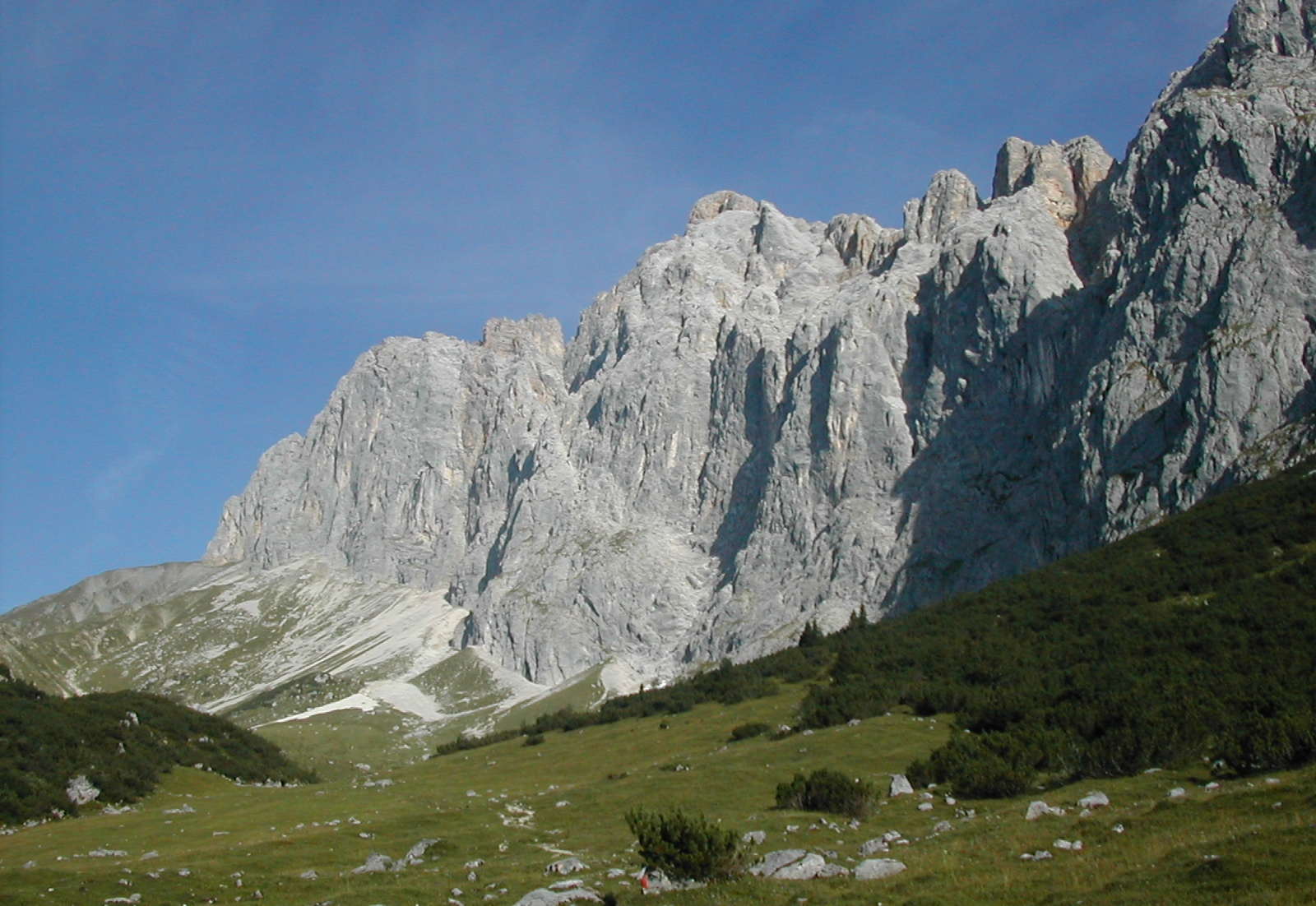
Südliches Wetterstein vom Puitbachtal bei Leutasch

Nach SOIUSA wird das Wettersteingebirge in zwei Gruppen und acht Untergruppen eingeteilt:
- Zugspitz-Gruppe (4)
  - Zugspitz-Massiv (4.a)
  - Riffelwand-Massiv (4.b)
  - Waxenstein-Massiv (4.c)
  - Blassen-Massiv (4.d)
- Wettersteinhauptkamm (5)
  - Hochwanner-Massiv (5.a)
  - Dreitorspitze-Massiv (5.b)
  - Wettersteinwand-Massiv (5.c)
  - Wamberg-Massiv (5.d)

### Gipfel

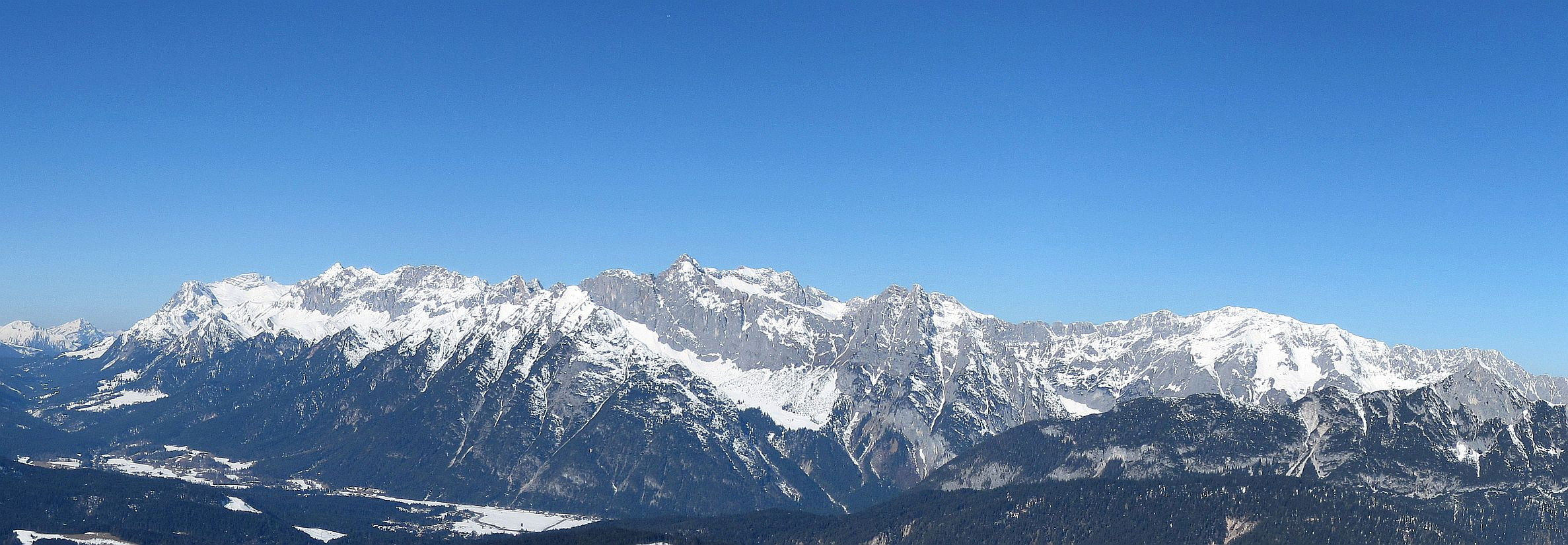
Wettersteingebirge von Südosten: vom Gaistal bis Wettersteinwand und -spitze

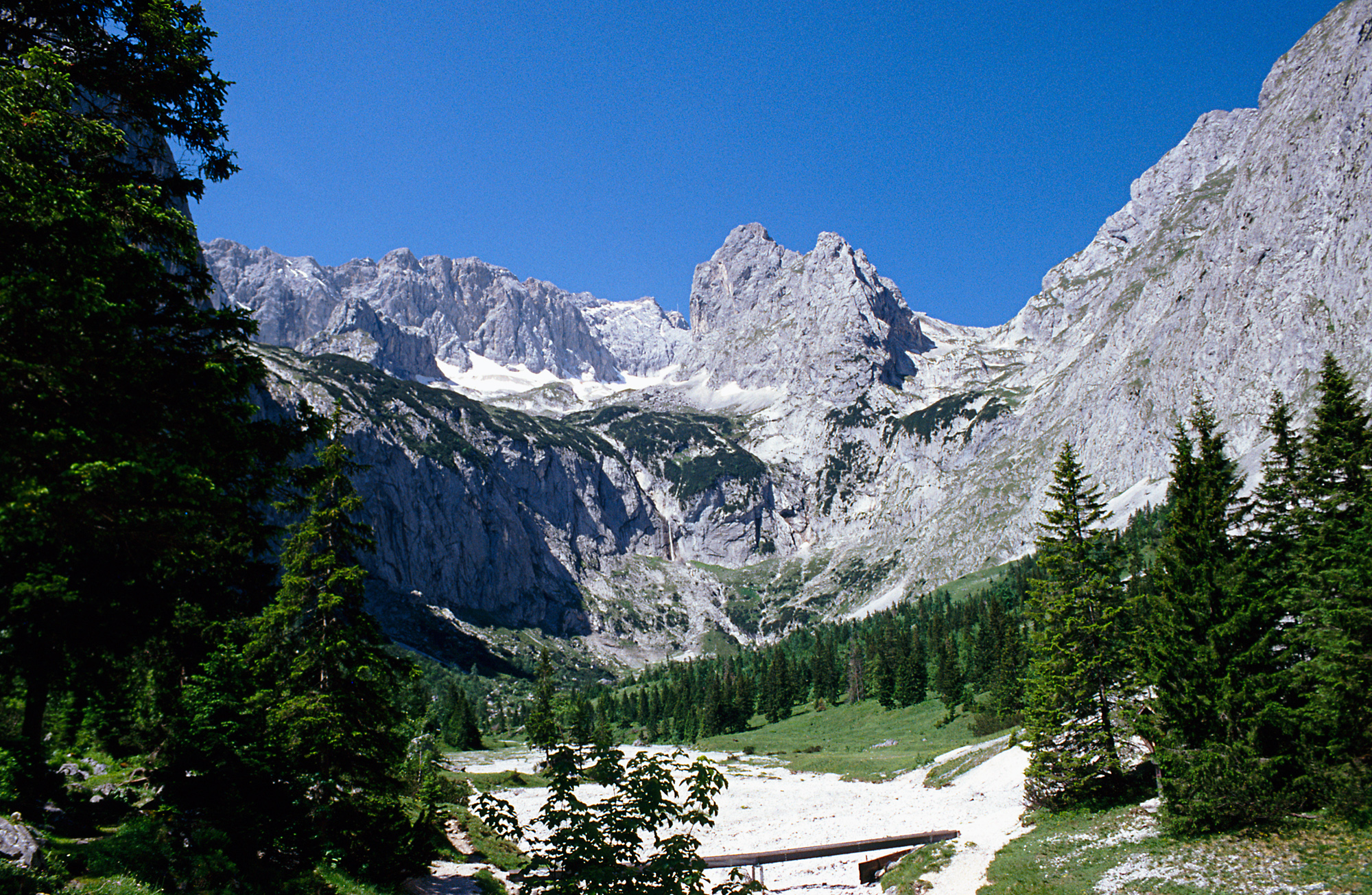
Blick von der Höllentalangerhütte in Richtung Talschluss, Höllentalferner und Zugspitzmassiv

Die 10 höchsten Gipfel des Wettersteins:
| 1. | Zugspitze              | 2962 m |  | 6.  | Hochwanner               | 2744 m |
| 2. | Schneefernerkopf       | 2875 m |  | 7.  | Mittlere Höllentalspitze | 2743 m |
| 3. | Zugspitzeck            | 2820 m |  | 8.  | Innere Höllentalspitze   | 2741 m |
| 4. | Mittlere Wetterspitze  | 2750 m |  | 9.  | Äußere Höllentalspitze   | 2720 m |
| 5. | Nördliche Wetterspitze | 2746 m |  | 10. | Hochblassen              | 2706 m |

Im Wetterstein gibt es über 150 benannte und mit Höhenkote versehene Gipfel. Zu den bekannteren gehören (geordnet nach der Höhe):
| - Leutascher Dreitorspitze, 2682 m - Östliche Wetterspitze, 2668 m - Partenkirchner Dreitorspitze, 2633 m - Alpspitze, 2628 m - Große Riffelwandspitze, 2626 m - Schüsselkarspitze, 2555 m - Oberreintalschrofen, 2523 m - Öfelekopf, 2478 m - Musterstein, 2478 m | - Gehrenspitze, 2367 m - Großer Waxenstein, 2277 m - Große Arnspitze, 2196 m - Osterfelderkopf, 2057 m - Stuiben, 1921 m - Schachen, 1870 m - Hoher Kranzberg, 1391 m - Wamberg, 1304 m - Eckbauer, 1239 m |

Die Zugspitze wird auf verschiedenen Routen sehr häufig bestiegen, auch die Alpspitze ist durch mehrere Steiganlagen ein beliebtes Gipfelziel. Der Jubiläumsgrat als hochalpine Führe verbindet diese beiden Gipfel. Die Kletterei entlang des Blassenkamms über die Gipfel von Innerer, Mittlerer und Äußerer Höllentalspitze weist Stellen bis zum unteren dritten Schwierigkeitsgrad auf (III- nach UIAA-Skala).

## Geologie
In der geologischen Entwicklungsgeschichte des Wettersteingebirges lassen sich grob drei Perioden unterscheiden: die Faltungsperiode, eine Erosionsperiode und eine Überschiebungsperiode. In der ersten Periode erzeugten tangentiale Kräfte und zwar solche mit meridionaler Druckwirkung, ein sich von Osten nach Westen aufbauendes Faltensystem. In der zweiten Periode wurden die Faltenzüge durch Erosion angegriffen und teilweise abgetragen. So wurde insbesondere nördlich des Hauptkammes diese bis zu den Schichten an der Partnach und dem Muschelkalk abgetragen. In der dritten Periode wurde das Faltengebirge wieder von tangentialen Kräften erfasst, in Schollen zerrissen und führte zu nach Westen gerichtete Überschiebungen. Dadurch entstanden im Wettersteingebirge drei große Hauptschollen: erstens die Wettersteinscholle, die aus Muschelkalk, Wettersteinkalk und Hauptdolomit besteht und die höchsten Gipfel und Wände enthält. Zweitens die Wamberger Scholle nördlich der Wettersteinsscholle und drittens die Partenkirchen-Barmseescholle, das auch wieder Faltungserscheinungen zeigt und von Raibler Schichten, Hauptdolomit und Plattenkalk aufgebaut wird.
Man kann Hochgebirge und Vorland unterscheiden: Im Norden des Wettersteins hängen die beiden Teile ungestört bis wenig gestört zusammen, im Südwesten und im Süden ist das Hochgebirge dagegen an einer nach Nord-Nord-Ost fallenden Fläche von Norden nach Süden auf das südliche Vorland aufgeschoben. Die Achsen der Großfalten tauchen im Süden nach Osten, im Norden nach Westen ein. Mehrere Aufschiebungen in Nord-Süd-Richtung sowie kräftige Ost-West streichende Störungen sind aber von sekundärer Bedeutung für den Bauplan des Gebirges.

## Naturschutz

### Fauna
Die Kombination von Almen und schroffen Felsregionen ist nicht nur einzigartig im deutschen Alpenraum, sondern bietet auch Lebensraum für einige Tierarten, wie zum Beispiel Gämse, Alpenmurmeltier, Alpendohle, Alpensalamander, Kreuzotter, Steinadler und viele Marderarten.

## Tourismus

### Hütten
Der Deutsche Alpenverein unterhält sechs bewirtschaftete Alpenvereinshütten mit Übernachtungsmöglichkeit im Wettersteingebirge: das Münchner Haus (2959 m), die Meilerhütte (2366 m), die Knorrhütte (2052 m), das Kreuzeckhaus (auch: Adolf-Zoeppritz-Haus, 1652 m), die Höllentalangerhütte (1379 m) und die Reintalangerhütte (1366 m). Keine Übernachtungsmöglichkeit findet man in der ebenfalls vom Alpenverein betriebenen Höllentaleingangshütte (1045 m) am nördlichen Zugang zur Höllentalklamm. Darüber hinaus bieten das privat bewirtschaftete Schachenhaus (1866 m) und die Wiener Neustädter Hütte (2209 m, unterhalten vom Österreichischen Touristenklub) Verpflegung, Schutz und Unterkunft für Bergsteiger und Wanderer. Die Sektion München des Deutschen Alpenvereins pachtet seit 1920 die Waxensteinhütte (auch Alpl- oder Aiplehütte) und betreibt sie als Selbstversorgerunterkunft. Im Oberreintalkar liegt die Oberreintalhütte, die Treffpunkt der Wettersteinkletterer ist (Selbstversorgerhütte mit Getränkeverkauf durch den Hüttenwirt). Im Winter ist die Stuibenhütte als bewartete Selbstversorgerhütte für Skitourengeher und Schneeschuhwanderer geöffnet. Außerdem befinden sich im Wettersteingebirge mehrere Hütten in Privatbesitz. Von diesen ragt das Kreuzjochhaus mit seiner idyllischen Lage besonders heraus, da man im Sommer eines der schönsten Panoramen in den bayerischen Alpen vor sich hat und man sich im Winter mitten im Skigebiet von Garmisch-Partenkirchen befindet.

### Fern- und Weitwanderwege
Die Via Alpina, ein grenzüberschreitender Weitwanderweg mit fünf Teilwegen durch die ganzen Alpen, verläuft auch durch das Wetterstein. Der Rote Weg der Via Alpina verläuft mit drei Etappen durch das Wetterstein wie folgt:
- Etappe R44 verläuft von Scharnitz zur Meilerhütte über Leutasch Gasse
- Etappe R45 verläuft von der Meilerhütte zur Reintalangerhütte über das Schachenhaus
- Etappe R46 verläuft von der Reintalangerhütte zur Coburger Hütte (der zweite Teil dieser Etappe befindet sich in der Mieminger Kette)

Der Nordalpenweg (Österreichischer Weitwanderweg 01) verläuft mit seiner Teilstrecke 15 in zwei Varianten durch das Wetterstein.
Von Scharnitz über den Hohen Sattel nach Leutasch-Ahrn haben beide Varianten den gleichen Verlauf. In Ahrn gabelt sich der Weitwanderweg in eine hochalpine und in eine leichtere Variante. Die hochalpine Variante führt über die Meiler Hütte ins Reintal und weiter zum Zugspitzgipfel. Von dort wird nach Ehrwald abgestiegen. Die leichtere Variante führt durch das Leutascher Achental und über die Ehrwalder Alm ebenfalls nach Ehrwald.

### Klettersteige

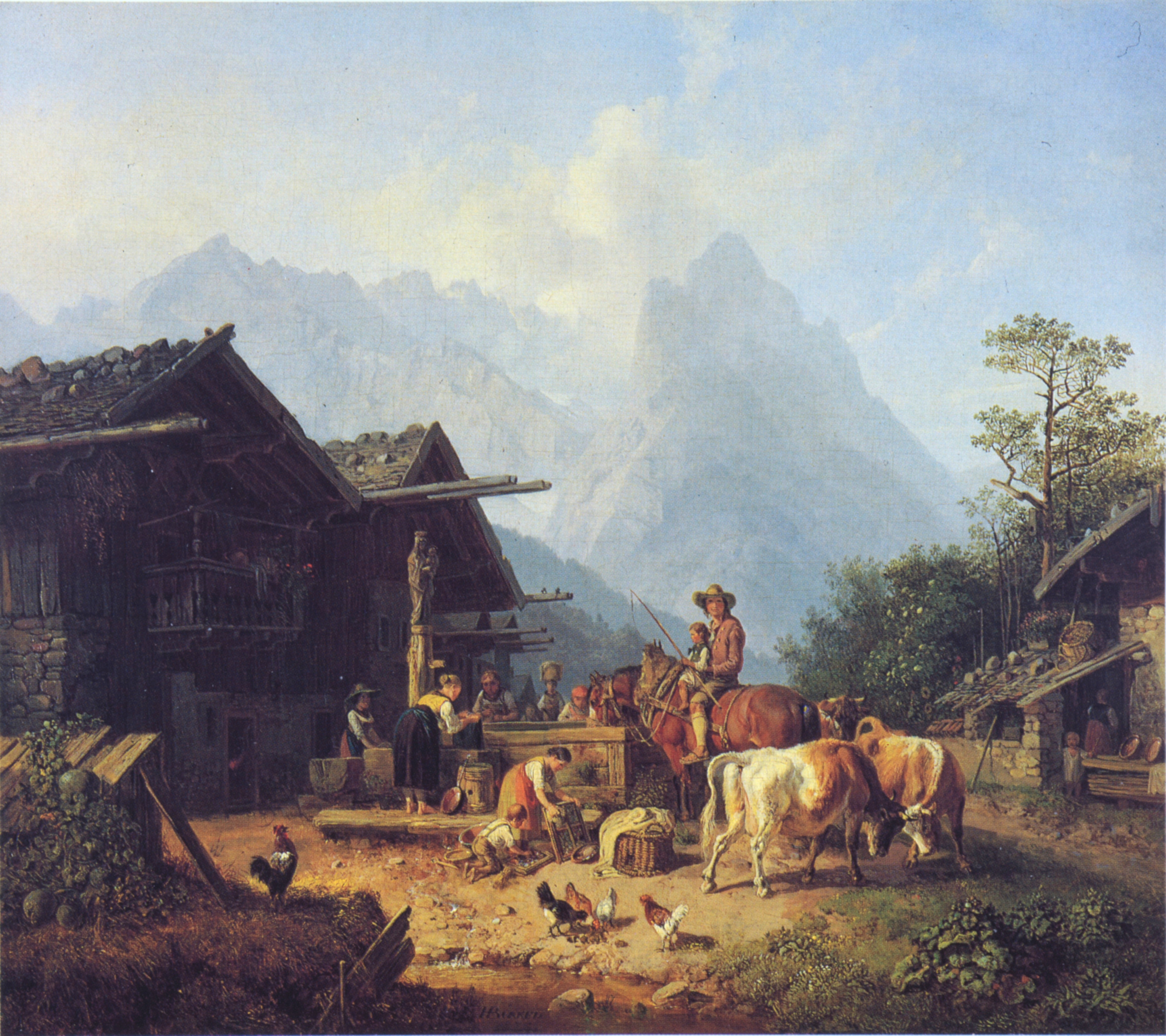
Wettersteingebirge von Garmisch aus gesehen; Gemälde von Heinrich Bürkel (1844)

Im Wetterstein gibt es die folgenden Klettersteige (Auszug): 
- Steig auf die Riffelscharte
- Klettersteig durch das Höllental auf die Zugspitze
- Klettersteig über die Wiener Neustädter Hütte auf die Zugspitze
- Steig auf den Schneefernerkopf
- Alpspitz-Ferrata
- Brunntalgratsteig von der Knorrhütte auf den Jubiläumsgrat
- Klettersteig auf die Dreitorspitze (Hermann-von-Barth-Weg)
- Schöngänge an der Alpspitze
- Nordwandsteig auf die Alpspitze
- Mauerläufersteig auf den Bernadeinkopf
- Mathaisenkar-Ferrata von der Höllentalangerhütte durchs Mathaisenkar zur Alpspitze

### Klettertouren
Das Oberreintal mit den ihn umgebenden Gipfel und Wänden (Oberreintaldom, Oberreintalturm, Schüsselkarturm) sowie die Südseite der Schüsselkarspitze und der Scharnitzspitze sind bekannt für mehr als 300 alpine Kletterrouten aller Schwierigkeitsgrade in festem plattigem Kalk. Hier gibt es nicht nur große Klassiker, sondern auch moderne alpine Touren in den oberen Schwierigkeitsgraden.
Siehe auch: Oberreintal Klettergebiet
Für Kletterer sind die Berge nördlich von Leutasch auch sehr interessant, im Besonderen der Oberreintal-Schrofen, die Scharnitzspitze sowie die Schüsselkarspitze. Die Südseite über dem Gaistal ist deutlich ruhiger als die Nordseite.

### Bergbahnen
Mehrere große Bergbahnen erschließen die Gipfelregionen und hochgelegenen Skigebiete: Die Bayerische Zugspitzbahn (Zahnradbahn in Meterspur von Garmisch zum Zugspitzplatt), die Seilbahn Zugspitze (Luftseilbahn vom Eibsee auf die Zugspitze, bis 2017 Eibsee-Seilbahn), die Tiroler Zugspitzbahn (Luftseilbahn von Ehrwald auf die Zugspitze) und die Ehrwalder Almbahn.

### Sehenswürdigkeiten
Wer sich auf Wanderung oder Klettertour oder mehrtägige Gipfeltour einlassen möchte, kann als Tagestour die Partnachklamm, die Leutaschklamm oder die Klamm zum Höllental durchwandern. Diese sind gut gesichert und leicht zu begehen. 

## Wettersteintunnel
Seit langem wird das Projekt einer Eisenbahn-Tunnelverbindung zwischen dem Tiroler Telfs und dem bayerischen Garmisch-Partenkirchen diskutiert. Der Tunnel hätte eine Gesamtlänge von 22 Kilometern und würde im Fernverkehr eine Kantenzeit von 90 Minuten zwischen München Hauptbahnhof und Innsbruck Hauptbahnhof ermöglichen. Das Projekt wurde 2013 mit 2,2 Mrd. Euro Baukosten veranschlagt. Ein Tunnel durch den Wetterstein würde den Schienenverkehr zwischen München und Landeck bzw. Vorarlberg um eine Stunde beschleunigen und damit sowohl die Strecke München – Rosenheim – Innsbruck als auch die Strecke München – Lindau entlasten. Mit der Umfahrung Garmisch und der Verlegung des Südportals östlich von Telfs-Sagl würde der Tunnel knapp 25 Kilometer lang sein.

## Trivia
Ein Intercity-Express-Zugpaar zwischen Hamburg-Altona über Garmisch-Partenkirchen nach Innsbruck Hbf trägt den Namen Wetterstein.